# Rann na Feirste
Rann na Feirste [ɾan̪ n̪ə ˈfʲɛɾʃtʲə] (anglisiert Ranafast, Rannafast oder Rinnafarset, früherer Name Ceann Dubhrann) ist ein Townland und ein Dorf im Wahlbezirk Anagaire in der Region na Rosa („die Vorgebirge“, engl. the Rosses) im Westen des County Donegal in Irland, 230 km nordwestlich der Hauptstadt Dublin. Im Jahr 2022 lebten 431 Menschen im Ort.

## Sprache
Rann na Feirste liegt in der Gaeltacht-Region Donegals. Irisch ist die Hauptsprache des Ortes und daher ist die irische Form des Ortsnamens die einzig offizielle. Der Name bedeutet „das Kap der Gezeitensandbank“ (Kap: rinn, im Dialekt rann, die Gezeitensandbank: an fhearsaid, Genitiv na feirste).
In der Volkszählung von 2016 gaben 90,4 % der Bevölkerung von Rann na Feirste an, Irisch zu sprechen, und 83,1 % der Bevölkerung sprechen täglich irisch. Jedes Jahr am Sommer kommen viele Studenten zum Coláiste Bhríde, das 1926 gegründet wurde, um Irisch zu lernen und die irische Kultur kennenzulernen.

## Natur

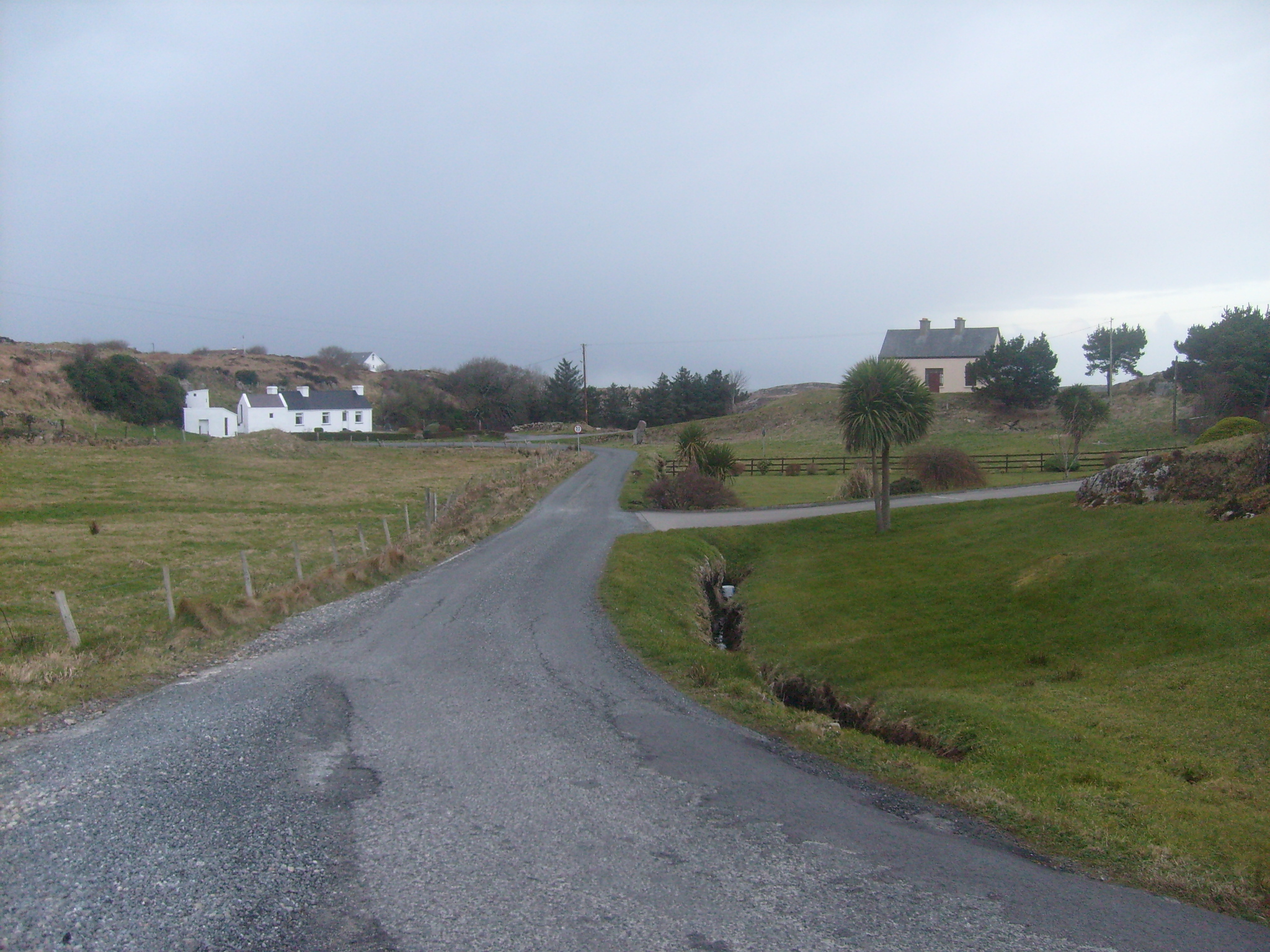
Straße in Rann na Feirste

Das Gebiet besteht hauptsächlich aus Grasland und ist flach im Westen, hügelig im Osten. Das Meer liegt nordwestlich. Der höchste Punkt in der Nähe (5,7 km östlich) ist der Berg an Grogán Mór, 453 Meter über dem Meeresspiegel.
Das Gebiet um Rann Na Feirste ist mit 3 Einwohnern pro Quadratkilometer sehr dünn besiedelt. Die nächstgrößere Gemeinde ist Gaoth Dobhair, 5,1 km östlich von Rann Na Feirste. In der Umgebung von Rann Na Feirste gibt es ungewöhnlich viele benannte Buchten, Inseln und Seen.
Das Klima ist gemäßigt. Die Jahresdurchschnittstemperatur in der Region beträgt 6 °C. Der wärmste Monat ist der Juni, wenn die durchschnittliche Temperatur 12 °C beträgt. Der kälteste Monat ist der Januar mit 0 °C.

## Söhne und Töchter
Zu den bekannten Einheimischen zählten die Schriftsteller Séamus Ó Grianna (1891–1969) und Seosamh Mac Grianna.